# انس بخات
انس بخات (انگلیسی: Anas Bakhat؛ زادهٔ ۲ آوریل ۲۰۰۰) بازیکن فوتبال است.